# Paphiopedilum tonsum
Paphiopedilum tonsum är en orkidéart som först beskrevs av Heinrich Gustav Reichenbach, och fick sitt nu gällande namn av Berthold Stein. Paphiopedilum tonsum ingår i släktet Paphiopedilum och familjen orkidéer. Inga underarter finns listade i Catalogue of Life.

## Bilder

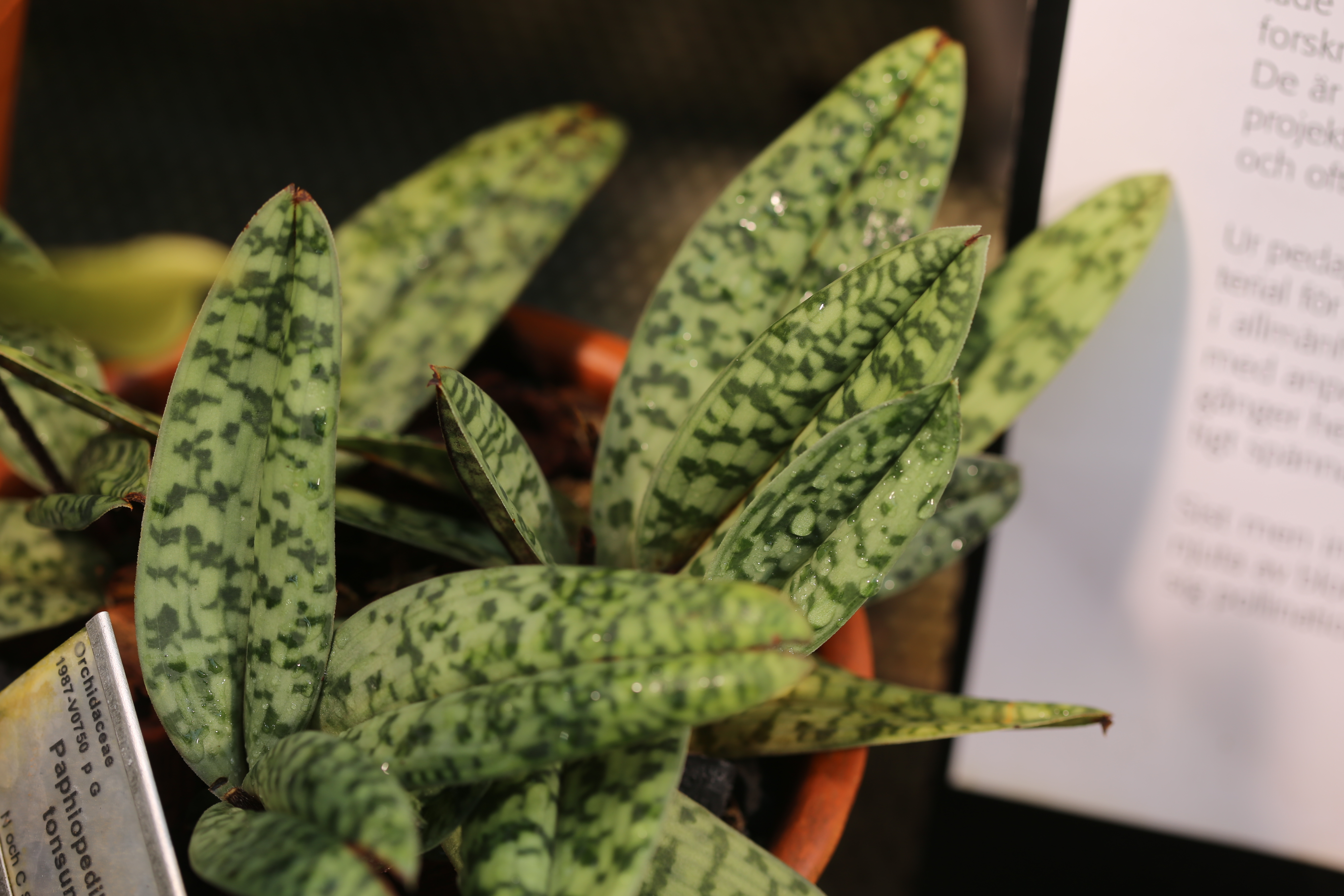
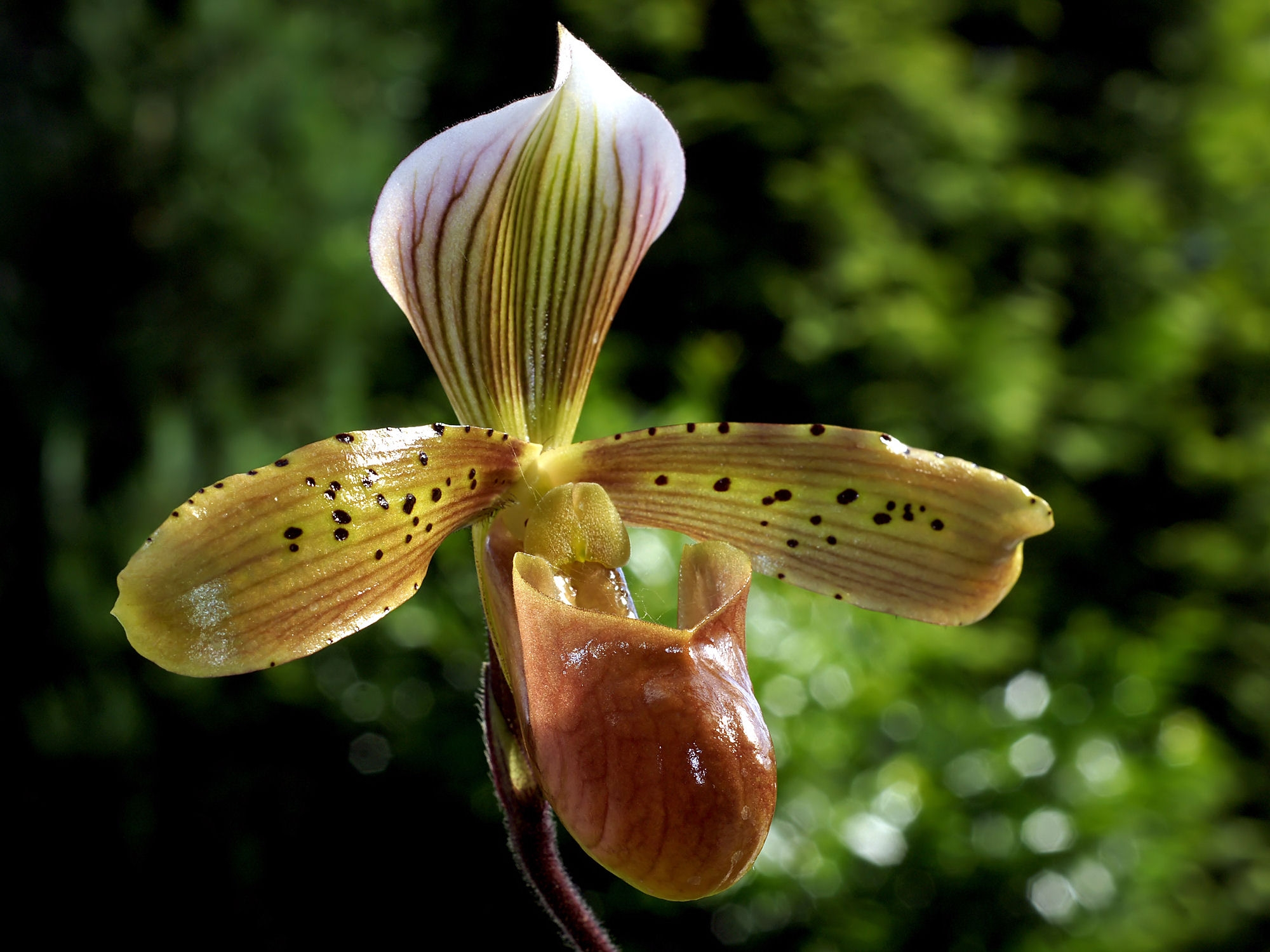
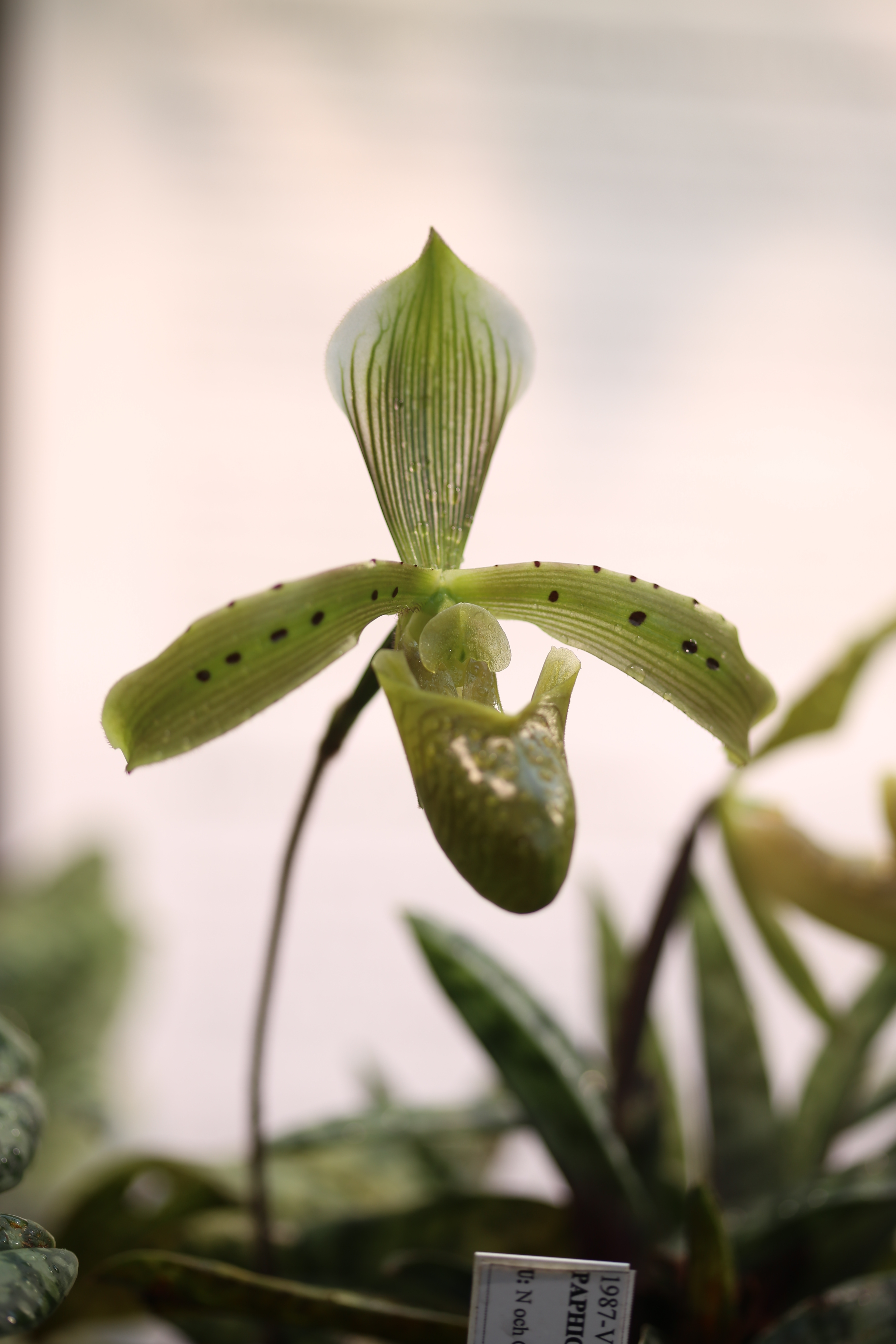
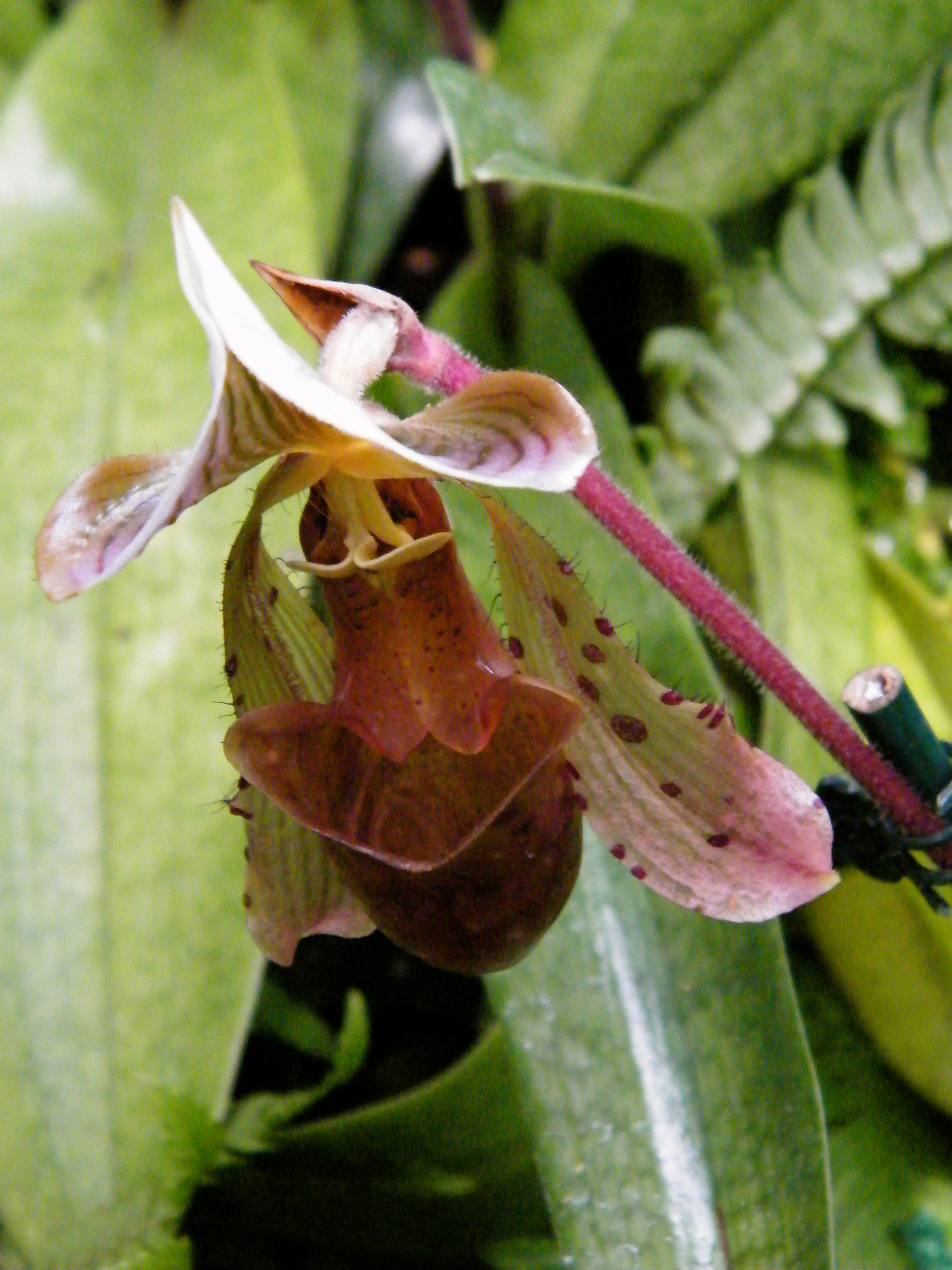
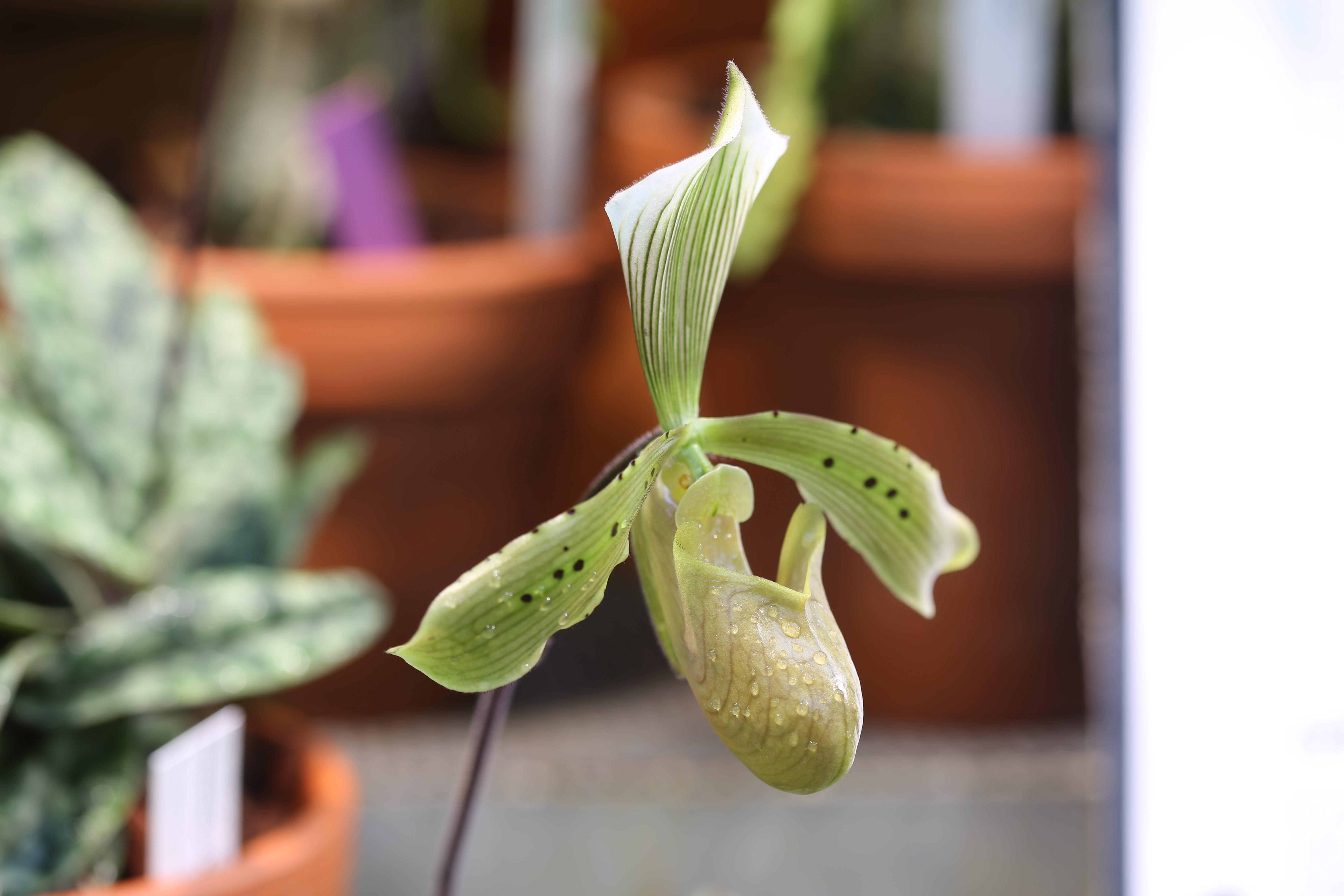